# Acacia verniciflua
Acacia verniciflua — вид квіткових рослин з родини бобових. Ареал: Австралія (Австралійська столична територія, Новий Південний Уельс, Квінсленд, Південна Австралія, Тасманія, Вікторія).

## Середовище
Росте в сухих склерофільних лісах на гірських хребтах і схилах, часто вздовж кам'янистих струмків або на скелетних хребтах у Новому Південному Уельсі. У Вікторії цей вид росте в сухому, відкритому лісі, іноді в гірському лісі, часто на піщаному або кам'янистому ґрунті.

## Біоморфологічна характеристика
Це кущ або невелике дерево заввишки 1–4 метри. Філодії цього виду дуже мінливі за формою та розміром. Кулясті блідо-жовті квіткові голови з'являються в пазухах листків з липня по листопад, а потім з'являються стручки завдовжки до 10 см, не звужені. Вони містять блискуче чорне насіння.